# Dolores Sucre

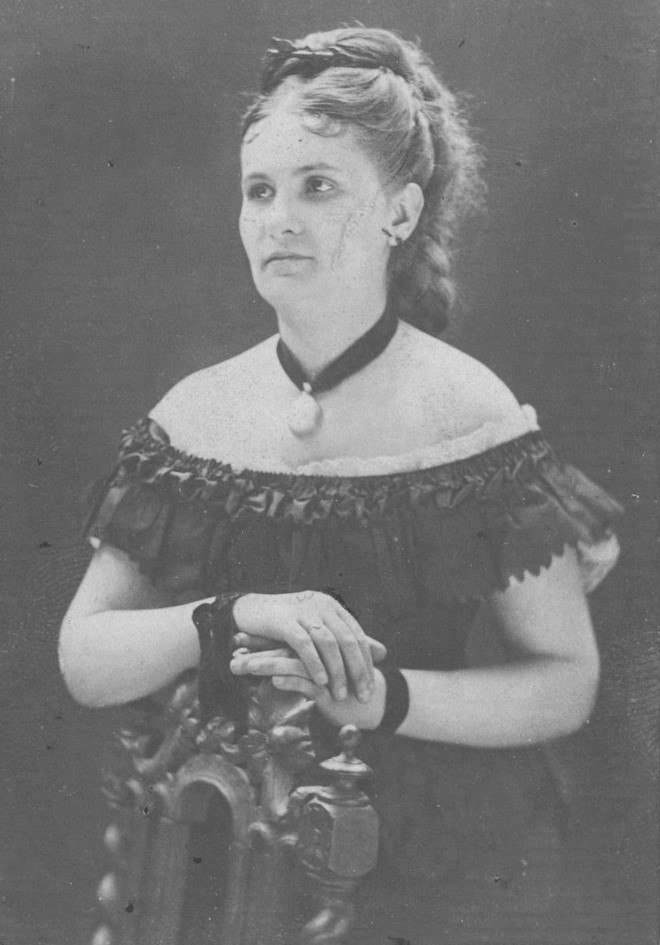
Dolores Sucre y Lavayén năm 1870

Dolores Sucre y Lavayen là một nhà thơ người Ecuador và là hậu duệ của Antonio Jose de Sucre. Bà đã ở trên một con tem ở quê nhà.